# Glückliche Tage (Filmreihe)
Glückliche Tage war eine von Jørn Precht 1994 erfundene Amateur-Trash-Soap-Filmreihe aus Stuttgart. Sie wurde von Fans und der Presse auch „Stuttgarter Kult-Soap“ oder „Ultimative Trashperle der Stuttgarter Filmszene“ genannt und hatte es zwischenzeitlich, trotz ihres Amateurfilm-Charakters, zu einer bekannten Größe in der Stuttgarter Filmszene geschafft. Im Dezember 2005 wurde die Reihe eingestellt.

## Entstehungsgeschichte
Im August 1994 bekam Jørn Precht zufällig die Video-Kamera des damaligen „Forum 3“-Zivis Kai-Hendrik Pörksen in die Hand und drehte spontan die erste Szene. Es war jene Sequenz, in der „Patrick“ (Alexander Goldschmid) seiner „Sophia“ (Franziska Schalla) die Zeitung bringt, in der er glaubt, seine verschollene Ex-Freundin Wendy entdeckt zu haben. Die Szene und die Namen der Figuren hatte Precht sich spontan ausgedacht. Zu diesem Zeitpunkt konnte keiner ahnen, was für einen Umfang das Projekt im Laufe der Jahre bekommen sollte.
Was eigentlich als einmalige Amateurfilm Parodie auf amerikanische 1980er Jahre Soaps ala Dallas oder Denver-Clan geplant war, entwickelte sich schon nach kurzer Zeit in einen regelrechten Insider-Kult in der Stuttgarter Szene. Rund um den Glückliche-Tage-Erfinder Jørn Precht, der sich zwischenzeitlich entschieden hatte Drehbuchautor zu werden, entwickelte sich ein Glückliche-Tage-Freundes- und Fankreis.
Die ersten Filme waren technisch noch äußerst mangelhaft und man merkte den typischen Anfängerfehlern deutlich an, dass alle Beteiligten zur Filmerei „wie die Jungfrau zum Kinde“ gekommen waren. Verblüffend war jedoch schon damals das Engagement und die Kreativität einiger der Laienschauspieler, die die Figuren mit Leben füllten.
Im Gegensatz zu den herkömmlichen Soaps weist „Glückliche Tage“ wesentlich mehr ironische Züge, groteske Realitätsbrüche und Trash-Elemente auf. Dass die obligatorische Figur der Serienmutter ausgerechnet von einem Mann gespielt wird, macht wohl einen großen Teil des ironischen Charmes aus, der diese Amateurfilme von ihren Vorbildern unterscheidet.
Während in der Anfangsphase die Mitwirkenden vor allem aus dem Freundes- und Kollegenkreis von Jørn Precht rekrutiert wurden, hatte GT später einen solchen Kultstatus erlangt, dass sich immer mehr professionelle Darsteller und Prominente für Rollen und Gastauftritte in den Glücklichen Tagen verpflichten ließen. Die Dreharbeiten, Specialeffects und Postproduktion wurden dann auch immer öfter von namhaften Firmen und Institutionen unterstützt. Sämtliche Mitwirkenden verzichteten auf Gage, Honorare und Drehortmieten.
Von Dezember 2003 bis August 2004 wurde die Glückliche Tage Reihe zudem als 5 minütiger Daily-Soap-Einspieler auf dem europaweit empfangbaren TV-Sender BTV4U ausgestrahlt. Hierzu wurden alle Filme (außer dem erst 2005 erschienenen Teil VII) durch Thomas Numberger komplett überarbeitet, schlechte Bildqualität durch erneutes Einspielen des Rohmaterials oder Nachdrehs ersetzt, Schnittfehler behoben, Fremdmaterial entfernt, GEMA-Listen erstellt und unnötige oder überlange Szenen gekürzt oder entfernt. Die Filme 1 und 2 und der Märchenfilm wurden mit frisch eindigitalisiertem Original-Rohmaterial (soweit noch vorhanden) komplett neu geschnitten. Dadurch liegen die ersten 7 GT-Filme schließlich auf Betacam SP mit Musik-Liste vor.
Im Dezember 2005 wurde der letzte Glückliche-Tage-Film fertiggestellt (eine Doppelfolge mit großem Happy End). Jørn Precht hat offiziell im Dezember 2005 das Ende von „Glückliche Tage“ (GT) verkündet, doch erschien, aus Anlass des 15. Geburtstags von GT, im Dezember 2009 noch ein Best Of, welches auch einige neu gedrehte Spielszenen enthielt.
Mit den beiden Spin-Off-Spielfilmen „Abgedreht in Stuttgart“ und „Wachgeküsst in Stuttgart“, Lehrprojekte der Stuttgarter Akademie der media, wurde die Handlung 2007 und 2008 mit den GT-Figuren Lasse Reinmann und Wommy Wonder sowie dem Handlungsort Villa Bertani (in Wirklichkeit das Stuttgarter Werkstatthaus Ost) ein letztes Mal weitergesponnen.

## Rahmenhandlung
Mittelpunkt der Filmreihe ist die fiktive und weit verzweigte Familie Bertani und die mit ihr verwandte Familie Coucher. Diese wohnen in einer feudalen Villa auf der Uhlandshöhe, einer der teuersten Stuttgarter Villenlagen. Die Familie betreibt zudem das fiktive Firmenimperium „Südfort-Brathähnchen“, eine weltweit agierende Brathähnchen-Schnellrestaurant-Kette. Die Grundkonstruktion ist sehr stark an die amerikanischen Familien-Dynastie-Serie Dallas und Denver-Clan angelegt, allerdings parodistisch und satirisch auf schwäbisches Spießbürgertum angepasst. Die Serie ist quasi eine Soap-Parodie nach dem Motto: „Alle Soaps sind schlecht – wir wenigstens richtig!“ So wird die wichtigste Figur, die Serie-Mutter Carlotta Bertani, demonstrativ von einem Mann gespielt. Stuttgart ist bevölkert von Ausländern, Transen und schrägen Gestalten aller Art. Übertriebenes Make Up, künstliche Perücken, grellbunte Kleidung, Tanzeinlagen mit Discomusik und Gesangseinlagen zu Schlagerhits gehören als fester Bestandteil in alle Filme. Letztlich geht es in den Filmen um dasselbe wie in allen Soaps: Liebe (jeder mal mit jedem), Intrigen, Geld und Macht – nur eben alles gnadenlos überzeichnet, grell bunt, schrill, schräg und richtig abgrundtief schlecht!

### Glückliche Tage – Am Rande des Abgrunds
Frühjahr 1995: Bei den Besitzern der Brathähnchenkette „Südforst“ geht es drunter und drüber. Firmenchef Lorenzo Bertani stirbt an einem Herzinfarkt und seine Witwe Carlotta steht allein an der Spitze des Konzerns, der tief in den roten Zahlen steckt. Ihr arbeitsscheuer Sohn Patrick und ihre weltfremde Stieftochter Sophia erschweren ihre Situation noch. Da taucht zu allem Übel auch noch ein junger Fotograf auf, der behauptet, Carlottas erster Sohn zu sein, der vor 25 Jahren entführt wurde und von seiner geisteskranken Entführerin verfolgt wird. Zudem ist Sohn Patrick noch immer auf der Suche nach seiner großen Liebe Wendy, die mit Amnesie auf Sylt herum irrt. Dass dann noch zwischen den Stiefgeschwistern Sophia und Patrick und zwischen Stallbursche Dick und Fotografinnengattin Selma die Liebe ausbricht, macht das Chaos nicht einfacher. Dass Südforst-Mitarbeiterin Emmanuelle Coucher im Nebenjob als Nana-Mouskouri-Double arbeitet und regelmäßig Geld aus der Firmenkasse stiehlt, um ihrem drogensüchtigen Bruder Philippe das „auf den Strich gehen“ zu ersparen, ist da fast schon Nebensache. - Nicht jedoch für Gangster Mario und Valerio. Und auch nicht für die geisteskranke Agnetha Nordenstamm, die weder vor Brandanschlägen noch Mord zurückschreckt.

### Der Räuber und der Prinz
Anmerkung: Dieser Film wurde vom selben Filmteam, mit denselben Darstellern, ähnlichen Rollennamen und zahlreichen ironischen Anspielungen auf GT gedreht. Er ist aber eigentlich ein eigenständiger Märchenfilm. Der Film glänzt vor allem durch seine perfekte Ausstattung, Kostüme und Drehorte, wie sie sonst nur aus professionellen Filmen bekannt sind.
Der menschenscheue und grundgütige Prinz Fabian soll nach dem Willen seines Vaters Fürst Georg I., endlich verheiratet werden, um ein würdiger Thronfolger werden zu können. Bei einem extra arrangierten Ball befreundet er sich dann sogar tatsächlich mit der liebenswürdigen Prinzessin Isabella. Doch Fabians Bruder Prinz Alexander, dessen Frau Sophia und der vom Fürst verstoßene bösartige Vetter Albert wollen dies verhindern, um selbst die Thronfolge antreten zu können. Sie vergiften den Hund von Prinz Fabian und erreichen dadurch, dass dieser sich im Wald verläuft und letztlich von Räubern gefangen genommen wird. Unter den fiesen Räubern befindet sich allerdings auch der herzensgute Räuber Philipp, dieser verhilft Prinz Fabian zur Flucht und befreundet sich mit ihm. Nach einer gemeinsamen Flucht von Räuber Philipp und Prinz Fabian durch den Märchenwald (und einer Begegnung mit der gar nicht so bösen Hexe Sibyll) kommt es zu einem glücklichen Wiedersehen von Prinzessin Isabella mit Prinz Fabian. Doch ein weiteres Attentat von Prinz Alexander und Vetter Albert führt zu einem spektakulären Brückeneinsturz bei dem Isabella, Fabian und Philipp in einen reißenden Strom fallen und von den Fluten mitgerissen werden. Glücklicherweise gelingt es allen Beteiligten dieses Attentat, dank der Hilfe von Faun Gloradin, Elfenkönigin Victoria, Wasserfee Marina, Elfe Melonella und weiteren Märchengestalten, zu überleben und wieder zusammenzufinden. Doch die nächste Herausforderung steht bereits bevor: Die bösen Räuber greifen die Burg von Fürst Georg I. an, eine erfolgreiche Verteidigung ist nur möglich, wenn sich alle (der gute und der böse Prinz, samt Anhang) zusammentun und die Burg gemeinsam verteidigen. Und tatsächlich kommt es zu einem glücklichen Ende, und sogar die Thronfolge lässt sich zufriedenstellend klären, nachdem Prinz Fabian seine „andere Seite“ entdeckt hat und sich zu seiner Liebe zu Räuber Philipp bekennt.

### Glückliche Tage II – Schatten der Vergangenheit
Dezember 1996: Nils Nordenstam, der Sohn der Stuttgarter Brathähnchenkaiserin Carlotta Bertani, will seine Sekretärin Emmanuelle Coucher heiraten. Doch die geplante Traumhochzeit wird schnell zum Alptraum, als Carlottas Schwiegertochter Wendy, in einer kalten dunklen Dezembernacht, ermordet im Keller der Villa gefunden wird. Da Oberkommissar Derreck mit der Aufklärung des Falles überfordert scheint, macht sich Carlottas resolute Mutter Johanna Berger daran, den Mord in „Miss Marple-Manier“ aufzuklären. Emmanuelle Couchers Bruder Philippe verliebt sich unterdessen auf der Hochzeitsfeier in die Prostituierte Barbie Matell, welche aber von ihrem gewalttätigen Nachtclub-Betreiber festgehalten wird. Philippes alter Freund Fabian Zirzow macht sich derweilen Sorgen um seine Freundin und „Südforst“-Firmenanwältin Ersilia Demeter. Diese scheint unter einer merkwürdigen Krankheit zu leiden und ein Doppelleben als Prostituierte zu führen. Auch die Liebeswirren zwischen Haushälterin Teresa und Betrüger Pete Hammond machen die Sache nicht einfacher. Können Sophias Gespräche mit Toten, die Telefonsex-Mitbewohnerin Felice und ein plötzlich auftauchender Koffer voller Koks noch rechtzeitig für frohe weiße Weihnachten sorgen?

### Glückliche Tage III – Im Bann der giftigen Gockel
August 1997: Die Familie Bertani wird Opfer einer Produkterpressung. Unbekannte haben in zwei Filialen Brathähnchen vergiftet. Sie drohen, mit weiteren Vergiftungen den Ruf der Firma „Südforst“ zu ruinieren, wenn Firmenchefin Carlotta Bertani nicht 500.000 Mark bezahlt. Zu allem Übel werden auch noch Carlottas Enkeltochter und Filialleiterin Barbie Coucher entführt. Außerdem soll Herzegowina, die kroatische Köchin der Bertanis, nach Ende des Jugoslawienkrieges in ihre Heimat abgeschoben werden. Doch ihre beste Freundin, die portugiesische Haushälterin Teresa, versucht die Abschiebung durch eine Scheinhochzeit mit einem wohnungssuchenden Studenten zu verhindern.

### Glückliche Tage IV – Schlaflose Nächte
Arbeitstitel: Der Abstieg
Dezember 1999: Carlotta Bertani wird Opfer einer beispiellosen Hetzkampagne in der Presse. Dies und die Fehlinvestitionen ihres ehemaligen Firmenanwalts Franz Grün führen letztlich dazu, dass die Unternehmerin nicht nur ihr Brathähnchen-Imperium „Südforst“, sondern auch die Familienvilla auf der Uhlandshöhe verliert. Aber auch den anderen Familienmitgliedern sind wenig glückliche Tage beschert: Carlottas Mutter Johanna, gerade frisch verliebt, verschwindet spurlos im Moor. Und Philippe und Barbie Coucher haben Probleme bei der Erfüllung ihres Traumes: Die Eröffnung einer House-Disko wird von Gangsterboss Eloy van Noeken sabotiert. Zudem kriselt es, nach mehreren Beinahe-Affären mit Felice und Ed, heftig zwischen Philippe und Barbie. Und auch zwischen Fabian und Ersilia kommt es fast zum Bruch, da Fabian keine Lust auf Sex mit Ersilia mehr hat und sich stattdessen nur schwer seine homosexuelle Seite eingestehen kann. Kann Popstar Madonna, trotz Brandanschlag, dafür sorgen, dass es noch rechtzeitig vor dem Jahrtausendwechsel zum Happy End kommt?

### Glückliche Tage V – Der Kampf um die Macht
Arbeitstitel: Dein Wille geschehe
März 2001: Die Landtagswahlen in Baden-Württemberg stehen vor der Tür. „Brathähnchenkaiserin“ Carlotta Bertani, noch in tiefer Trauer um ihren Sohn Patrick, bekommt das Angebot, für das Amt der Ministerpräsidentin zu kandidieren. Und während das Erbe ihres Sohnes unter den ungleichen Familienmitgliedern verteilt wird, muss Carlotta erfahren, dass Politik schnell zum schwäbischen Western und zur Schlammschlacht ausarten kann.

### Glückliche Tage VI – Bis auf die Knochen
September 2003: Carlotta Bertani, die „Brathähnchenkaiserin“ von Stuttgart, hatte sich gedacht: „Was Dieter Bohlen kann, kann ich auch“, und ihre Autobiografie verfasst. Leider liegt das Werk wie Blei in den Regalen. Da helfen auch ihre zahlreichen Autorenlesungen in Buchhandlungen nicht viel. Doch dann geschieht etwas, das ihre Publicity enorm steigert: Carlottas Enkelkinder finden eine skelettierte Leiche auf ihrem Anwesen. Es stellt sich heraus, dass es sich bei dem Toten um den ehemaligen Außendienstleiter der Bertanis handelt. Er wurde 1993 erschossen und auf dem Familiengrundstück verscharrt. Carlotta gerät unter Mordverdacht, kann jedoch mit ihrer besten Freundin in deren Ferienhaus in der Schweiz fliehen. Währenddessen versucht ihre Familie verzweifelt, die Unschuld des Familienoberhauptes zu beweisen. Sie stößt dabei auf ein Geheimnis, das den Ruf der Familie für immer vernichten könnte.

### Glückliche Tage VII – Die Rolle ihres Lebens
August 2004: Die Stuttgarter „Brathähnchenkaiserin“ Carlotta Bertani steht kurz vor der Hochzeit mit ihrem Verlobten, dem Wirtschaftsminister Fernando Böringer. Doch tief in ihrem Inneren weiß sie gar nicht mehr so recht, ob sie ihn überhaupt wirklich heiraten möchte. Längst hat sich der Alltag breit gemacht, und beruflicher Stress trennt das Paar immer häufiger. Mit ihren 52 Jahren und nach drei Ehen bekommt Carlotta „kalte Füße“. Da kommt es ihr nur Recht, dass ihre kroatische Köchin Herzegowina auch heiraten will. Carlotta ist begeistert von ihrer eigenen Idee einer Doppelhochzeit – dann steht sie nicht allein mit den Vorbereitungen da. Das Problem ist nur, dass auch Herzegowina nicht wirklich überzeugt von ihren eigenen Hochzeitsplänen mit dem umfeierten Soap-Star Lasse Reinmann ist. Zum Chaos der Gefühle kommt auch noch das Chaos eines Filmteams, als in der Familienvilla Carlottas Autobiografie verfilmt werden soll. Und der Aufnahmeleiter des Filmteams ist ausgerechnet Carlottas Jugendliebe Dolph Settergren. Ein Herzensbrecher, in den sich alle – ganz gleich ob Männlein oder Weiblein – verlieben. Eine Trash-Soap über das Leben der Bertanis, das kann ja wohl nichts werden…

### Rückkehr zur Villa Bertani – 15 Jahre Glückliche Tage
Anmerkung: Kein echter Spielfilm, eher eine fiktionale Doku, mit einigen gespielten Interviews und Best Of Szenen früherer Filme.

## TV-Ausstrahlung
Glückliche Tage wurde in einer komplett überarbeiteten Version und in 169 kleinen, zirka 5-minütige Kurzfolgen (jeweils mit Cliffhanger), als „Daily-Soap“ innerhalb des Frühstücksfernsehens „BTV4U Morgenmuffel“ vom 8. Dezember 2003 bis zum 11. August 2004 auf dem baden-württembergische Privatsender BTV4U ausgestrahlt. Montags-Freitags ca. 6:45 und ca. 8:15 Uhr und zusätzlich kurz vor Mitternacht, ca. 23:50 Uhr.

## Probleme, Versionen, Cliffhanger
Glückliche Tage war von Anfang an eine Parodie auf TV-Soaps, Kinofilme und Schlagermusik. Daher wurden in den Filmen immer zahlreiche Ausschnitte aus Filmen, TV-Soaps und Musikstücken eingebaut. Glückliche Tage war zudem ursprünglich nur eine Amateurfilmreihe und wurde nur im engsten Freundeskreis der Macher gezeigt. Daher musste man sich nie um das Thema Urheberrechte Gedanken machen. – Dass sich dann plötzlich solch ein Hype um eine, eigentlich rein private, Amateursoap entwickelt hatte, war von den Machern nicht geplant. Glückliche Tage hat daher ein großes Problem: Es ist Kult, hat viele Fans und ist sehr beliebt, aber es enthält viele urheberrechtlich geschützte Dinge aus teilweise ungeklärten Quellen und darf daher nicht auf DVD oder im Internet veröffentlicht werden. Und auch andere Arten der Vermarktung und Veröffentlichung (selbst nicht-kommerzieller Art) sind aufgrund des deutschen Urheberrechts nicht möglich.
Für die TV-Ausstrahlung auf BTV4U war es daher auch nicht möglich die Glückliche Tage-Filme in der Originalfassung zu zeigen. Thomas Numberger hatte deshalb alle Glückliche-Tage-Filme komplett digital überarbeitet und teilweise vollständig neu geschnitten. (Sofern Original-Rohmaterial noch vorhanden war.) Zahlreiche Szenen und Bilder mussten vollständig entfernt oder durch neu gedrehtes eigenes Material ersetzt werden. Die aktuellen GT-Filme in der Version von 2004 enthalten kein fremdes Bildmaterial mehr, sind deshalb aber teilweise deutlich kürzer als die Originalfilme. Dafür haben die neuen Versionen aber oft eine deutlich bessere Bild- und Tonqualität.
Auch bei der Musik wurde im Rahmen der Neubearbeitung 2004 einiges entfernt. Allerdings nicht alles: Für viele Dialogszenen lag kein Originalton mehr vor, daher konnte an vielen Stellen die Hintergrundmusik nicht mehr entfernt werden. Außerdem konnten auch viele der Gesangseinlagen nicht entfernt oder mit lizenzfreier Musik unterlegt werden. (Entweder weil die Gesangseinlagen für die Handlung, die Figuren oder den Kultcharakter sehr wichtig waren oder weil es einfach nicht möglich war anderen Gesang lippensynchron unterzulegen.) Bei der TV-Ausstrahlung auf BTV4U war die Musik allerdings kein Problem, da Glückliche Tage dort als Parodie-Einspieler-Auftragsproduktion im Rahmen der Sendung Morgenmuffel gezeigt wurde und die Musikeinlagen daher über die GEMA-Listen der BTV4U-Morgenmuffel abgerechnet werden konnten.
Die in der Presse teilweise aufgestellte Behauptung „Jørn Precht sei der Meister des Cliffhanger“ ist übrigens falsch. Tatsächlich hat nur Film VI einen Cliffhanger, alle anderen Filme enden mit einem Happyend. – Lediglich die fünfminütigen Soap-Einspieler für BTV4U endeten gewöhnlich jeden Tag mit einem Cliffhanger.

## Filmdaten
Besetzung
An den Filmen 1, 2 und „Räuber und der Prinz“ waren ausschließlich Amateurdarsteller aus dem Freundeskreis des Regisseurs beteiligt. Ab Film 3 kamen dann, von Film zu Film, immer mehr professionelle Schauspieler dazu. Ab Film 6 wurde der Großteil aller Rollen von gelernten Profi-Schauspielern übernommen. Lediglich einige der absoluten Kult-Figuren (Herzegowina, Teresa, Philippe, Sophia, Ersilia, Nils, Lutz) wurden auch weiterhin von den Amateurdarstellern der ersten Stunde gespielt.
Zu den Filmen I bis III und Der Räuber und der Prinz existierte kein Drehbuch.
Filmmaterial
VHS-C, Video8, DV, Mini-DV, S-VHS und VHS-C oder  DVC-Pro. Digital geschnitten bis Film III auf S-VHS ab IV am AVID digital geschnitten auf Digi-Beta.
2004 digital gemastert und neu geschnitten auf D-9, Vorführkopie auf BetaSP.
Drehzeiten, Drehorte, Premieren und Filmlänge
Film I: Dreh: Im August 1994 in Stuttgart und von Januar bis Juni 1995 in Stuttgart und auf Langeoog. Premiere: 21. Juni 1995 im AREAL Leinfelden. (116-Minuten-Version 2004)
Der Räuber und der Prinz: Dreh: Von Januar bis Juli 1996 im Kloster Bebenhausen, im Wäscherschloss Wäschenbeuren, im Schönbuch, auf Burg Hohenrechberg sowie in der Sibyllenhöhle am Fuße der Burg Teck. Premiere: 21. Juli 1996 im Alten Feuerwehrhaus Stuttgart-Süd. (62-Minuten-Version 2004)
Film II: Dreh: Von September bis Dezember 1996 in Stuttgart. Premiere: 9. Dezember 1996 im AREAL Leinfelden. (146-Minuten-Version 2004)
Film III: Dreh: Von Juni bis Dezember 1997 in Stuttgart. Premiere: 20. Dezember 1997 im AREAL Leinfelden. (103-Minuten-Version 2004)
Film IV: Dreh: Im Februar 1998 in Davos (Ski-Stunts), im Winter 1998/99 in Lissabon (Eröffnungsszene Marie und Teresa) und von März 1999 bis November 2000 in Stuttgart, Florenz, Siena, Riparbella und München. Premiere: 11. November 2000 im Kommunalen Kino Stuttgart. (151-Minuten-Version 2004)
Film V: Dreh: Von April bis November 2001 in Stuttgart, Tamm, Blaubeuren und Glücksburg/Schleswig Holstein. Premiere: 7. Dezember 2001 im Kommunalen Kino Stuttgart. (143-Minuten-Version 2004)
Film VI: Dreh: Von März bis November 2003 in Stuttgart, Vaihingen-Enz, Schützingen, Karlsruhe, Sinsheim, Schopfloch, Gündelbach, Glücksburg/Schleswig Holstein, Flensburg, Holnis/Schleswig Holstein und auf der schwäbischen Alb. Premiere: 5. Dezember 2003 im Metropol Kino Stuttgart. (100-Minuten-Version 2004)
Film VII: Dreh: Von März 2003 bis November 2005 in Stuttgart, Vaihingen-Enz, Glücksburg/Schleswig Holstein, Flensburg, Holnis/Schleswig Holstein und in Bayern. Premiere: 1. Dezember 2005 im Metropol Kino Stuttgart. (134 Minuten)
Kurzfilm Rückkehr zur Villa Bertani: Dreh: Sommer 2009 in Stuttgart. Premiere: 11. Dezember 2009 im Filmhaus Stuttgart. (45 Minuten)